# Europacup I hockey mannen 1995
De 22ste Europacup I hockey voor mannen werd gehouden van 2 tot en met 5 juni 1995 in het Spaanse Terrassa. Het deelnemersveld bestond uit 8 teams. Uhlenhorst Mülheim won deze editie door in de finale Amsterdam H&BC te verslaan met 1-0.

## Uitslag poules

### Eindstand Groep A
| Team                  | Pnt | GS | W | G | V | DV | DT | DS  |
| --------------------- | --- | -- | - | - | - | -- | -- | --- |
| 1. Uhlenhorst Mülheim | 5   | 3  | 2 | 1 | 0 | 16 | 4  | +12 |
| 2. Atlètic Terrassa   | 4   | 3  | 1 | 2 | 0 | 6  | 3  | +3  |
| 3. Royal Baudouin THC | 2   | 3  | 0 | 2 | 1 | 6  | 14 | -8  |
| 4. WKS Grunwald       | 1   | 3  | 0 | 1 | 2 | 3  | 10 | -7  |

### Uitslagen
- Atletic Terrassa - Baudouin 4-1
- Uhlenhorst - Grunwald 6-1
- Uhlenhorst - Baudouin 8-1
- Atletic Terrassa - Grunwald 0-0
- Uhlenhorst - Atletic Terrassa 2-2
- Baudouin - Grunwald 4-2

### Eindstand Groep B
| Team              | Pnt | GS | W | G | V | DV | DT | DS |
| ----------------- | --- | -- | - | - | - | -- | -- | -- |
| 1. Amsterdam H&BC | 6   | 3  | 3 | 0 | 0 | 12 | 4  | +8 |
| 2. Cernusco       | 3   | 3  | 1 | 1 | 1 | 5  | 8  | -3 |
| 3. SKA Samara     | 2   | 3  | 0 | 2 | 1 | 4  | 7  | -3 |
| 4. Havant HC      | 1   | 3  | 0 | 1 | 2 | 4  | 6  | -2 |

### Uitslagen
- Amsterdam - Cernusco 5-1 (3-0)
- Havant - Samara 1-1
- Amsterdam - Samara 4-1 (2-0)
- Havant - Cernuso 1-2
- Amsterdam - Havant 3-2 (2-0)
- Cernusco - Samara 2-2

## Finalewedstrijden

### Maandag 5 juni 1995
- 3B - 4A Grunwald - SKA Samara 2-1
- 3A - 4B Baudouin - Havant 3-3 (Baudouin wint na strafballen)
- 2A - 2B Atletico Terrassa - Cernusco 4-1
- 1A - 1B Uhlenhorst - Amsterdam 1-0

## Einduitslag
1.  Uhlenhorst Mülheim 

2.  Amsterdam H&BC 

3.  Atlètic Terrassa 

4.  Cernusco 

5.  WKS Grunwald 

6.  Royal Baudouin THC 

7.  Havant HC 

8.  SKA Samara 